# Bermejito
Bermejito es una localidad argentina ubicada en el Departamento Ledesma de la Provincia de Jujuy. Presenta el aspecto de una isla rodeada de cañaverales propiedad del ingenio Ledesma, ubicada 10 km al nordeste de Libertador General San Martín, y 3 km al sur de la Ruta Nacional 34.
El paraje está poblado sólo de mayo a noviembre para la zafra del ingenio, estando compuesta por casas de material provistas por la empresa Ledesma. La misma cuenta también en dichos meses con una escuela primaria; durante los meses que permanece deshabitada la seguridad de la empresa cuida del poblado. Hay un arroyo que corre aledaño al lote donde se practica la pesca.